# Balthasar Gibert
Pour les articles homonymes, voir Gibert.
Balthasar Gibert est un humaniste français, né à Aix-en-Provence en 1662 et mort en 1741. 
Il est le cousin de Jean-Pierre Gibert.

## Biographie
Il enseigne la théologie au collège de Beauvais puis la rhétorique au collège Mazarin, dont il est cinq fois recteur, devient syndic le l’Université en 1738, défend les privilèges de ce corps et refuse de condamner les propositions de Jansénius, fermeté que ne peut vaincre un ordre d’exil à Auxerre.

## Œuvres
On a de lui : 
- De la véritable éloquence (1703, in-12), réfutation du P. Lamy, qui attribuait le don de la parole à la circulation des esprits animaux ;
- Jugements des savants sur les auteurs qui ont traité de la rhétorique (1713-1719, 3 vol. in-12), livre curieux ;
- Observations sur le Traité des études de Rollin (1726, in-12), critique amère, mais souvent judicieuse ;
- La Rhétorique, ou les Règles de l'éloquence (1730, in-12) ;
- Éloges funèbres de Lamoignon, non daté ;
- Éloges funèbres de Mesmes, non daté ;
- Panégyrique de Louis XIV, non daté.